# Haida (Volk)

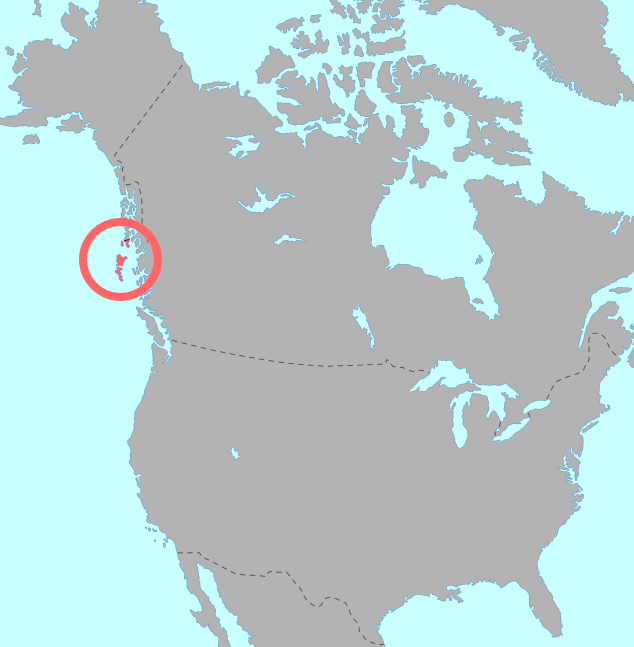
Verbreitung der Sprache Haida vor der Ankunft der Europäer

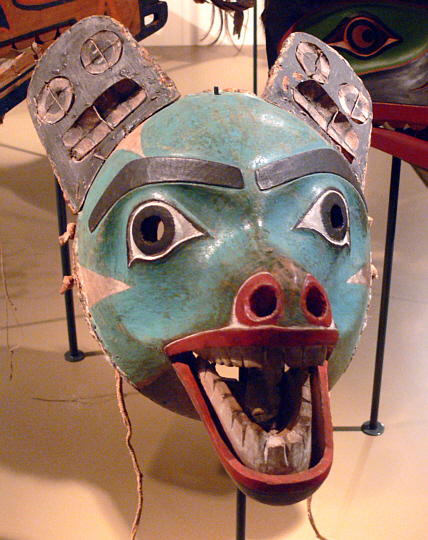
Wolfsmaske der Haida, um 1880 (Ethnologisches Museum Berlin)

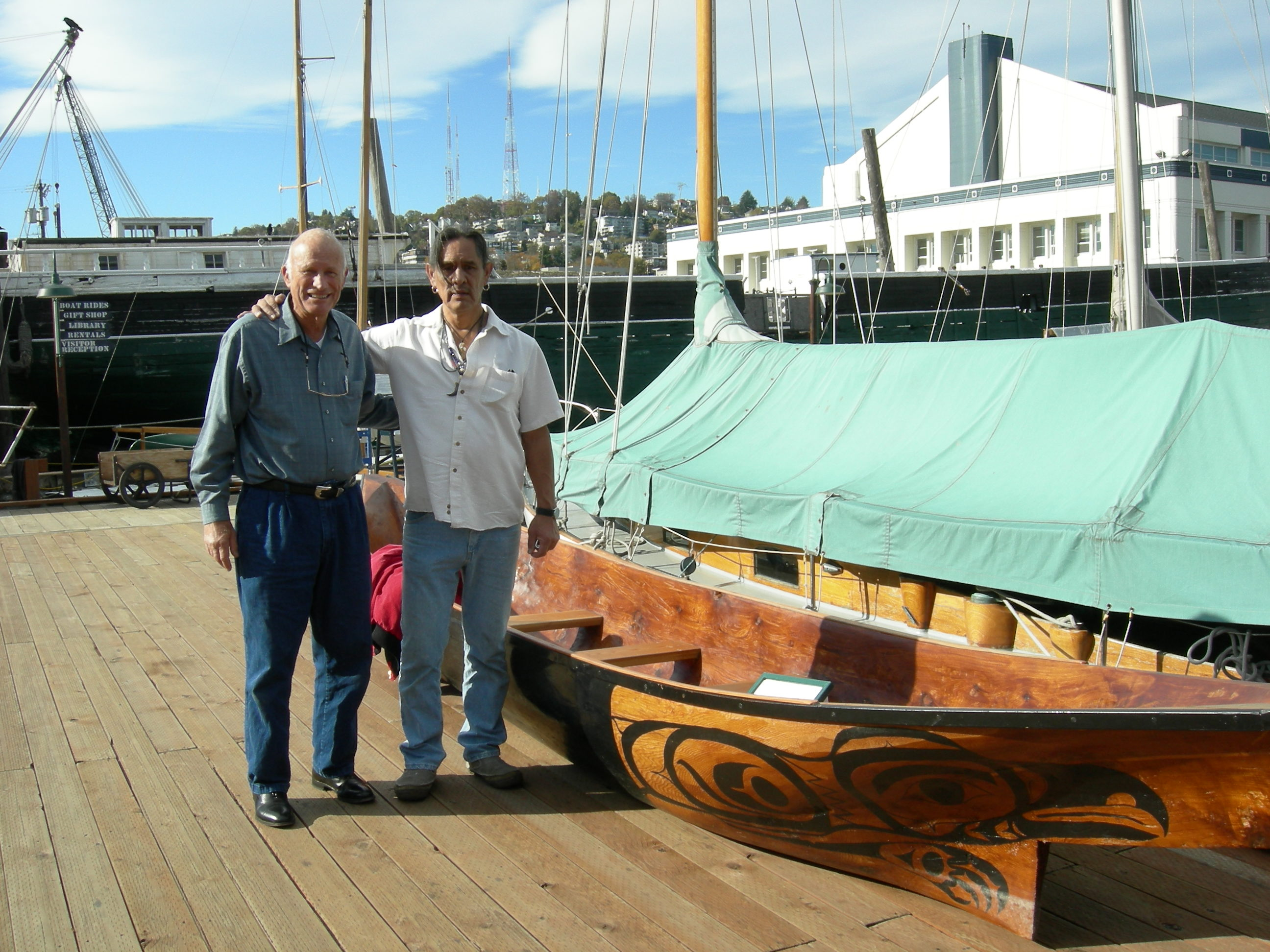
Nach Haida-Tradition aus einem Baum gearbeitetes Kanu

Die Haida sind ein indigenes Volk der nordamerikanischen Indianer Kanadas und damit eine der über 600 First Nations des Landes.
Ihr traditionelles Siedlungsgebiet erstreckt sich über einige Küstenregionen British Columbias (besonders die Inselgruppe Haida Gwaii) und des südöstlichen Alaskas. Ihre Sprache, das Haida, die heute nur noch von wenigen hundert Menschen gesprochen wird, wurde früher irrtümlich der Na-Dené-Sprachgruppe zugeordnet. Heute wird sie mehrheitlich als isolierte Sprache angesehen.
Die Haida-Krieger waren gefürchtet; durch ihre hochseetüchtigen Kanus waren sie vor allem auf dem Meer dominant. Sie lebten in Langhäusern, die aber nicht mit denen der Irokesen zu verwechseln sind.
Nach der Pockenepidemie von 1862 ging die Zahl der Haida stark zurück. Infolge des dramatischen Bevölkerungsrückganges wurde die traditionelle Siedlungsweise in Dörfern je eines Matriklans zugunsten von Dörfern mit mehreren Klans aufgegeben. Bei der Volkszählung 2016 gaben 501 Bewohner von Haida Gwaii eine Abstammung von den Haida an; 445 Personen bezeichneten sich als Sprecher der Haida-Sprache.
Die Haida sind bekannt für ihre imposanten Totempfähle und das Praktizieren des Potlatch (Chinook geben).

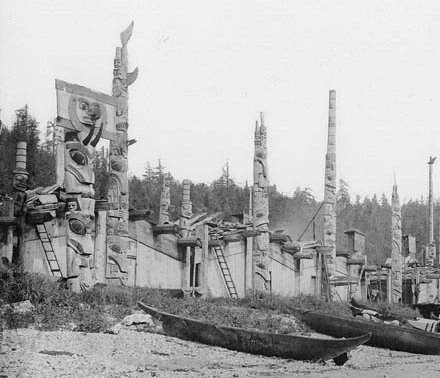
Totempfähle in Skidegate Inlet, British Columbia

## Geschichte

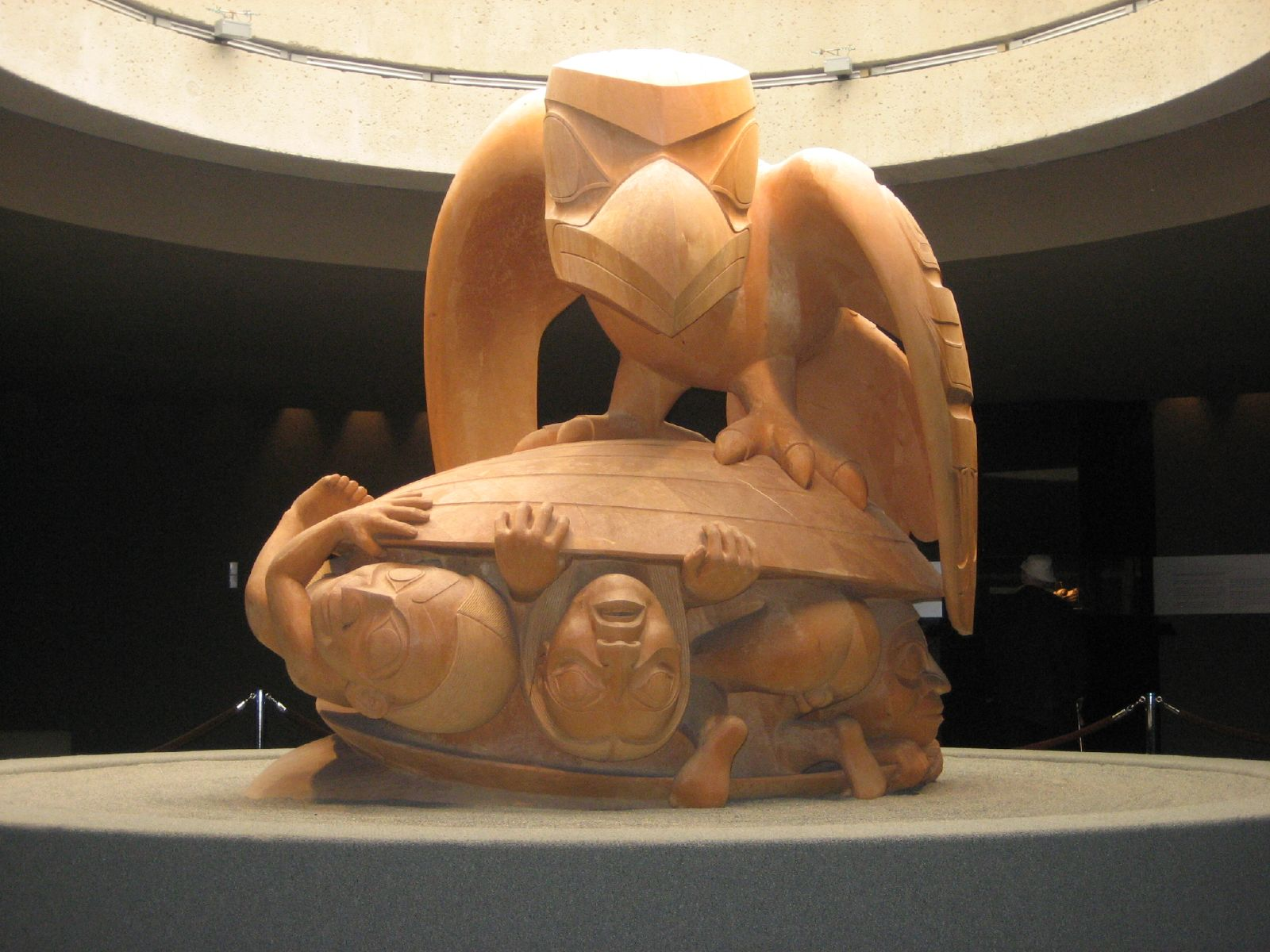
Schnitzwerk Bill Reids, das die Schöpfungsgeschichte der Haida versinnbildlicht: Der Rabe öffnet eine Auster, in der er Menschen findet

### Frühgeschichte
Ende der letzten Eiszeit war die Hecate Strait, die das heutige Haida Gwaii vom Festland trennt, trocken. Erst um etwa 8000 v. Chr. stieg der Meeresspiegel soweit an, dass die heutigen Haida-Gwaii-Inseln vom Festland getrennt und Teile der Küstenebenen überflutet wurden. Zahlreiche Mythen erinnern an diesen radikalen Wandel der Landschaft, der auch Umsiedlungen erzwang. So gibt es in der Haida-Tradition Erinnerungen an Siedlungen an der Westküste der Inseln.
In der Übergangszone zwischen Meer und Land fanden sich tatsächlich einfache Werkzeuge aus der Zeit unmittelbar nach dem Rückzug der Eismassen. Auffallend ist hierbei die große Menge an microblades genannten, feinen bearbeiteten Abschlägen. Diese kleinen Klingen oder Mikrolithen waren wohl Bestandteil von Kompositwerkzeugen, wurden also als Spitzen und Klingen verbunden mit Halterungen aus Holz, Geweih oder Knochen. Diese Technik war schon vor 20.000 Jahren in Nordostasien bekannt und dürfte vor etwa 12 bis 15 Jahrtausenden nach Alaska gekommen sein. Bemerkenswert ist der Umstand, dass im Norden British Columbias keine beidseitig bearbeiteten Speerspitzen gefunden wurden.
Offenbar beherrschten die Haida schon sehr früh das Befahren des Pazifiks und benutzten die sehr kleinen Steinklingen. Sie wurden überwiegend aus Obsidian hergestellt, einer Art Glas vulkanischen Ursprungs. Bei diesem Material lässt sich die Herkunft genau feststellen, und so erhält man einen Eindruck von der frühen Weiträumigkeit der Handelsbeziehungen.
Von ihrer nördlichen Inselfestung aus trieben die Haida nicht nur Handel, sondern führten auch Krieg. Als die ersten Europäer Ende des 18. Jahrhunderts die Region erreichten, galten sie bereits seit langem von Alaska bis Kalifornien als gefürchtete Krieger.
Die natürliche Umgebung bot neben Lachsen und Meeressäugern auch Schalentiere, die einfach am Strand aufgelesen werden konnten. Es war wohl außer der räumlichen Isolierung die Stabilität dieser Nahrungsbasis, was die Haida zu einem der am längsten fest ansässigen Völker werden ließ. In dieser Hinsicht waren sie an der Pazifikküste eine Ausnahme, denn sie entwickelten schon sehr früh dauerhafte Dörfer, die ganzjährig bewohnt wurden. Schon früh reichten die Nahrungsüberschüsse auch aus, spezialisierte Gruppen mitzuversorgen, die sich auf die Herstellung von Werkzeugen, auf rituelle Schnitzwerke, prächtige Plankenhäuser und robuste Kanus konzentrieren konnten.
Während sich die Artefakte aus der Zeit um 5000 v. Chr. noch stark von denen auf dem Festland unterscheiden, waren die aus der Zeit um 1000 v. Chr. bis Chr. Geb. – wohl durch Handelskontakte – denen der Tlingit und Tsimshians bereits viel ähnlicher geworden. Allerdings ist archäologische Forschung bei den Haida äußerst schwierig, da zahlreiche Haida fürchten, die Totenruhe ihrer Ahnen könnte gestört werden.

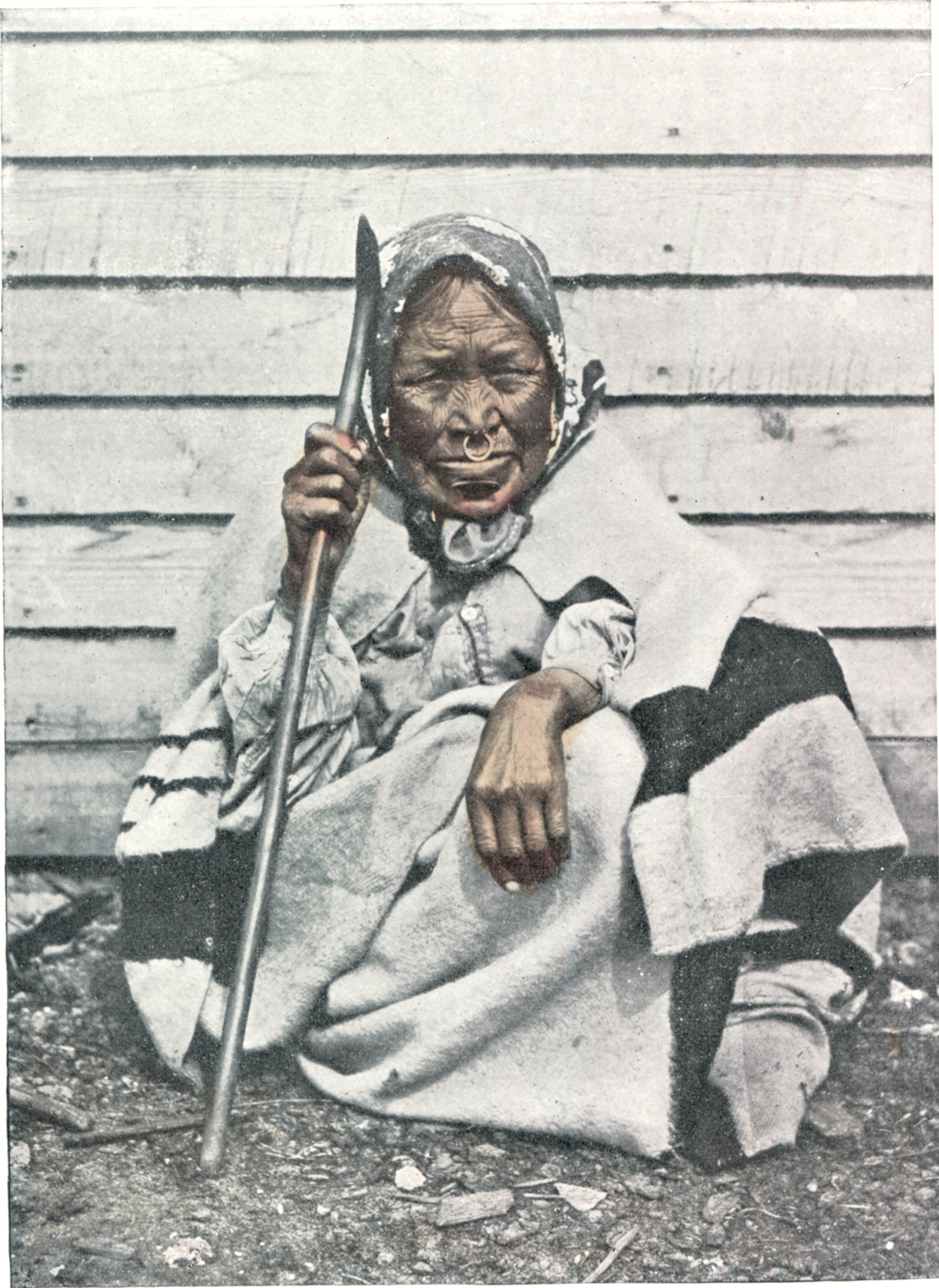
Haida-Frau, um 1900

Die Haida bestanden aus zwei Gesellschaftsgruppen, Moieties, die Rabe und Adler hießen. Die Raben-Moiety setzte sich aus 22 Lineages zusammen, die Adler-Moiety aus 23 dieser Familien. In einer älteren Phase lebte wohl jede Familie in einem eigenen Dorf, doch haben sich diese Grenzen wohl aufgelöst, so dass viele Lineages in jedem Dorf repräsentiert waren. Heiraten war nur zwischen den Moieties möglich, nicht innerhalb der eigenen Moiety, wobei die Kinder zur Moiety der Mutter gehörten.
Von dieser Zugehörigkeit hingen die Zugriffsrechte auf Ressourcen, wie Fischgründe, Jagd- und Sammelgebiete, aber auch Hausstellen ab. Dazu kamen Legenden, Tänze, Gesänge und Namen, die zugleich eine klare Hierarchie signalisierten und nur dem Inhaber gehörten, bzw. ihn zur Ausübung eines Rituals berechtigten.

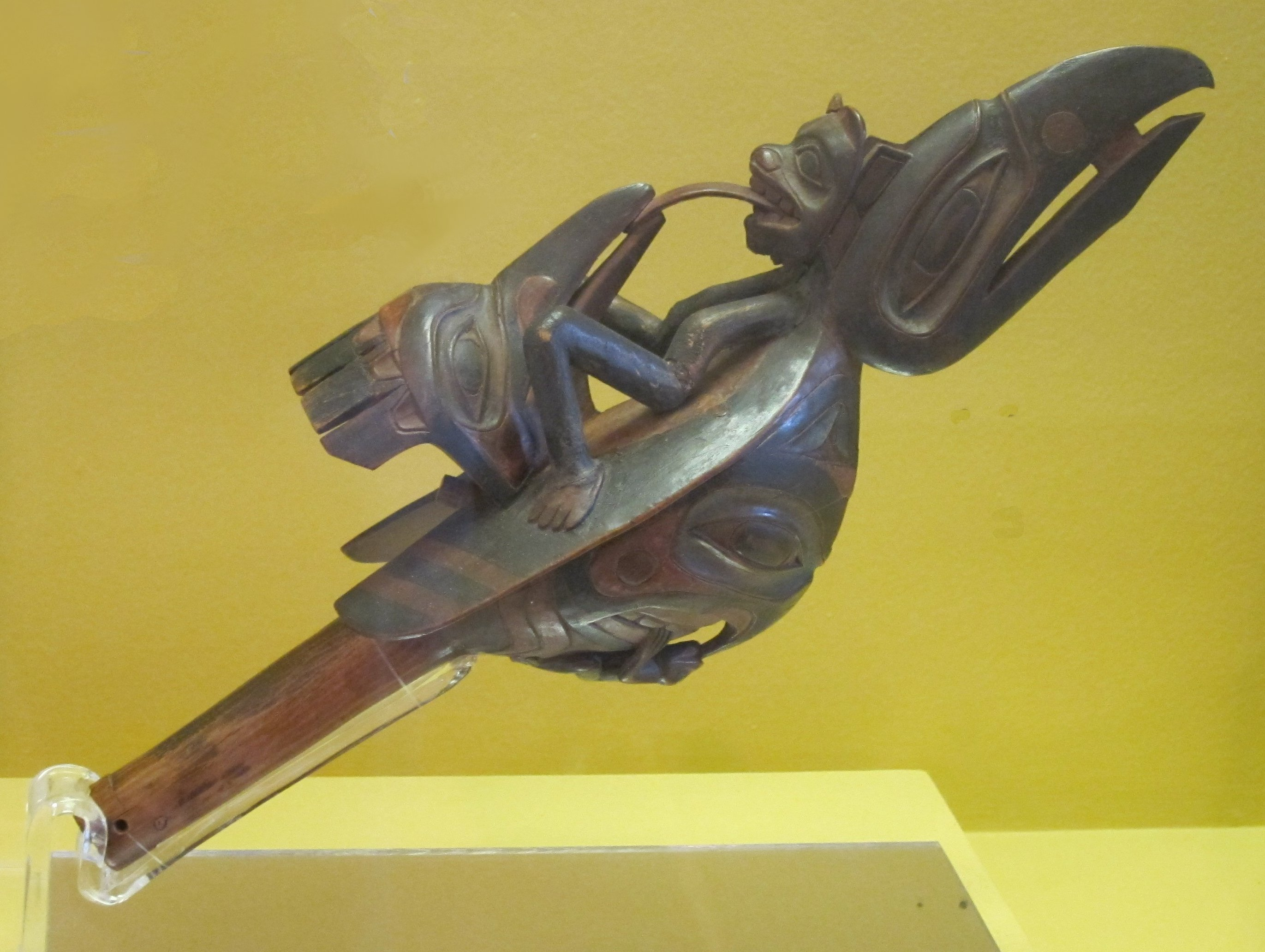
Tanzrassel eines Häuptlings, Mitte 19. Jahrhundert

In jedem Haus lebten 30 bis 40 Menschen, bis zu zehn Familien und mehr. Große Häuptlingshäuser konnten sogar über 100 Menschen beherbergen. Jede Lineage konnte sich der Autorität eines Häuptlings unterstellen, der auch im Kriegsfall führte. Das Oberhaupt eines Ortes (town chief) stand der vermögendsten und anerkanntesten Lineage vor. Doch konnte ein mit noch größerem Respekt ausgestatteter Krieger ihm auch den Rang ablaufen.

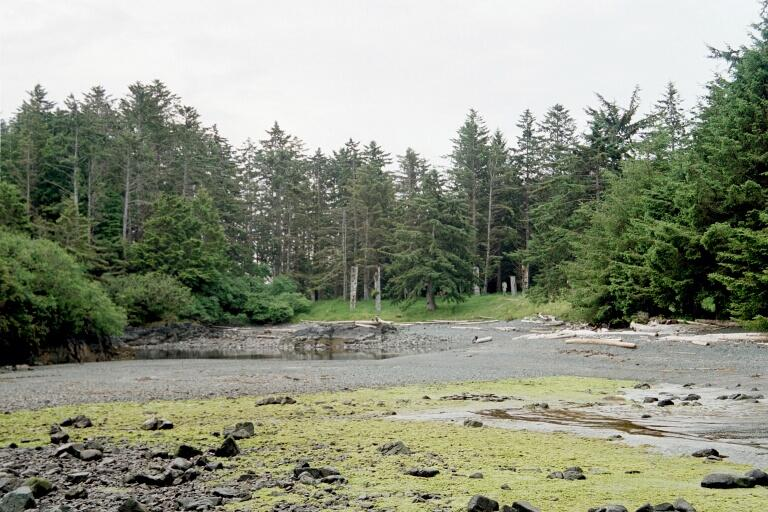
Ehemaliges Haida Dorf SGang Gwaay. Es wurde gegen Ende des 19. Jahrhunderts aufgegeben.

So gab es eine heftige Rivalität zwischen Häuptling Ninsingwas und Häuptling Skidegate, wobei es auch zu tödlichen Auseinandersetzungen kam. Die Erblichkeit der Linien, entlang der weiblichen Seite, setzte sich jedoch weitgehend durch. So folgte meistens der Sohn der ältesten Schwester des Häuptlings in seinem Amt.
Erblichkeit bestimmte auch das öffentliche Auftreten, z. B. Festen und Potlatches. Wer nie ein Potlatch gegeben hatte, galt als einfacher Stammesangehöriger, dazu kamen Sklaven, die meist Kriegsgefangene oder ihre Nachkommen waren.
Schon aus diesem Grund war der Potlatch das wichtigste Fest. Sie machten öffentlich die wichtigsten Ereignisse, wie Heirat, Namensverleihung oder Todesfälle sichtbar, oder aber die Errichtung eines Totempfahls oder eines Hauses, sie dienten aber auch der Verteilung des Reichtums der oberen Klasse an die, die begrenzten Zugang zu ihren Ressourcen hatten.

### Kontakte mit Europäern
Eine der tiefgreifendsten Veränderungen bestand nicht im Kontakt mit Europäern und deren Waren, sondern darin, dass die Haida wie alle Ureinwohner Krankheitsepidemien schutzlos ausgeliefert waren. Allen voran waren dies die Pocken, mit denen die Haida wohl in den 1780er Jahren erstmals in Berührung kamen. Die Krankheit hieß bei ihnen Tom Dyer, wohl nach dem Vornamen eines Briten, auf den man das bis dahin unbekannte Phänomen zurückführte. Die Pocken kosteten wahrscheinlich mehr als drei Viertel der Haida das Leben. Mindestens ebenso katastrophal war der Ausbruch der Epidemie von 1862, die ein Mann im April dieses Jahres aus San Francisco einschleppte. So sanken die Bevölkerungszahlen der Haida in Haida Gwaii von etwa 6.000 bis 8.000 Personen vor den ersten europäischen Kontakten auf nur 588 Personen im Jahr 1915.

### Jüngere Entwicklungen
Die Haida und Ecotrust Canada begannen 2003, kulturelle Artefakte systematisch zu erfassen und zu kartographieren. Eines der Hauptziele war die Erstellung einer Karte der Culturally Modified Trees, die dank methodischer Fortschritte eine der wichtigsten Quellen für die Frühgeschichte der schriftlosen Kulturen darstellen.
Zwischen den Haida und Holzunternehmen, allen voran Weyerhaeuser, kam es immer wieder zu Auseinandersetzungen. Diese führten 2005 bis zu Blockadeaktionen. Als das Unternehmen für 1,2 Milliarden Dollar Waldlizenzen verkaufte, ohne der vom Obersten Gerichtshof beschiedenen Konsultationspflicht nachzukommen, und diese auf die Regierung schob, zogen Haida nach Seattle vor die dortige Firmenzentrale.
In einem über mehrere Jahrzehnte zwischen der kanadischen Regierung und der Haida-Nation ausgehandelten Abkommen übertrug British Columbia 2024 die Eigentumsrechte zu mehr als 200 Inseln vor der Westküste Kanadas an die Haida-Nation und erkannte damit die Landrechte der Ureinwohner von Haida Gwaii an. Das Abkommen war das erste seiner Art in Kanada.

## Kunst
Für viele Autoren gilt die oft monumentale Haida-Kunst als Höhepunkt der Kunst der Völker der Nordwestküste. Allerdings hat sich der monumentale Stil der Totempfähle erst in der Kolonialzeit entwickelt. Er resultiert aus einem Überbietungswettbewerb, wie er auch beim Potlatch zu beobachten ist. Die zweidimensionale Kunst der Haida ist hingegen durch klassisch proportionierte Ovoide und starke Konturlinien (formlines) geprägt. Ansichten von Körpern werden segmentiert und neu in der Fläche arrangiert, bis sie diese ganz ausfüllen. Fast ausschließlich werden die Farben schwarz und rot genutzt, große schwarze Flächen werden immer aufgelöst. Auf vielen zweidimensionalen Ansichten wird Qonanqada dargestellt, ein mythisches Wesen, das unter den Wassern herrscht.
Wichtige Haida-Künstler der Gegenwart waren beziehungsweise sind unter anderem Charles Edenshaw, Bill Reid, Jim Hart oder Jay Simeon.